# Theobald III van Champagne
Theobald III van Champagne (13 mei 1179 – 24 mei 1201) was een jongere zoon van Hendrik I van Champagne en Maria van Frankrijk. Hij werd na de dood van zijn broer Hendrik II in 1197 graaf van Champagne. Zijn broer had alleen dochters nagelaten. Theobald werd een trouw bondgenoot van Filips II van Frankrijk tegen Richard Leeuwenhart. Theobald zou deelnemen aan de Vierde Kruistocht, maar stierf nog bij de voorbereiding daarvan.
Hij huwde in 1199 met Blanca, dochter van Sancho VI van Navarra, en werd postuum vader van Theobald IV.

## Voorouders
| Voorouders van Hendrik II van Champagne (1179-1201) | Voorouders van Hendrik II van Champagne (1179-1201)                             | Voorouders van Hendrik II van Champagne (1179-1201)                             | Voorouders van Hendrik II van Champagne (1179-1201)                             | Voorouders van Hendrik II van Champagne (1179-1201)                             | Voorouders van Hendrik II van Champagne (1179-1201)                             | Voorouders van Hendrik II van Champagne (1179-1201)                             | Voorouders van Hendrik II van Champagne (1179-1201)                        | Voorouders van Hendrik II van Champagne (1179-1201)                        |
| --------------------------------------------------- | ------------------------------------------------------------------------------- | ------------------------------------------------------------------------------- | ------------------------------------------------------------------------------- | ------------------------------------------------------------------------------- | ------------------------------------------------------------------------------- | ------------------------------------------------------------------------------- | -------------------------------------------------------------------------- | -------------------------------------------------------------------------- |
| Overgrootouders                                     | Stefanus II van Blois (1045-1102) ∞ Adela van Engeland (1062-1137)              | Stefanus II van Blois (1045-1102) ∞ Adela van Engeland (1062-1137)              | Engelbert van Karinthië (1070-1141) ∞ Uta van Passau (-)                        | Engelbert van Karinthië (1070-1141) ∞ Uta van Passau (-)                        | Lodewijk VI van Frankrijk (1081-1137) ∞ 1115 Adelheid van Maurienne (1092-1154) | Lodewijk VI van Frankrijk (1081-1137) ∞ 1115 Adelheid van Maurienne (1092-1154) | Willem X van Aquitanië (1099-1137) ∞ Aenor van Chatellerault               | Willem X van Aquitanië (1099-1137) ∞ Aenor van Chatellerault               |
| Grootouders                                         | Theobald IV van Blois (1190-1152) ∞ Mathilde van Sponheim-Karinthië (1205-1241) | Theobald IV van Blois (1190-1152) ∞ Mathilde van Sponheim-Karinthië (1205-1241) | Theobald IV van Blois (1190-1152) ∞ Mathilde van Sponheim-Karinthië (1205-1241) | Theobald IV van Blois (1190-1152) ∞ Mathilde van Sponheim-Karinthië (1205-1241) | Lodewijk VII van Frankrijk (1120-1180) ∞ Eleonora van Aquitanië (122-1204)      | Lodewijk VII van Frankrijk (1120-1180) ∞ Eleonora van Aquitanië (122-1204)      | Lodewijk VII van Frankrijk (1120-1180) ∞ Eleonora van Aquitanië (122-1204) | Lodewijk VII van Frankrijk (1120-1180) ∞ Eleonora van Aquitanië (122-1204) |
| Ouders                                              | Hendrik I van Champagne (1126-1181) ∞ Maria van Frankrijk (1145-1198)           | Hendrik I van Champagne (1126-1181) ∞ Maria van Frankrijk (1145-1198)           | Hendrik I van Champagne (1126-1181) ∞ Maria van Frankrijk (1145-1198)           | Hendrik I van Champagne (1126-1181) ∞ Maria van Frankrijk (1145-1198)           | Hendrik I van Champagne (1126-1181) ∞ Maria van Frankrijk (1145-1198)           | Hendrik I van Champagne (1126-1181) ∞ Maria van Frankrijk (1145-1198)           | Hendrik I van Champagne (1126-1181) ∞ Maria van Frankrijk (1145-1198)      | Hendrik I van Champagne (1126-1181) ∞ Maria van Frankrijk (1145-1198)      |